# Bajo el Asfalto está la Huerta
BAH (acrónimo de Bajo el Asfalto está la Huerta) es un colectivo de personas que, basándose en la agroecología, proponen un modelo alternativo de producción, distribución y consumo agrícola. El proyecto tiene origen en Madrid y alrededores, utilizando tierras en San Fernando de Henares, San Martín de la Vega, Perales de Tajuña y Torrejón, además de Guadalajara.
BAH sigue los principios de la autogestión, el asamblearismo y la horizontalidad, formando una cooperativa unitaria de producción-distribución-consumo. Los medios de producción son de propiedad colectiva. El colectivo se financia a través de las cuotas de los socios y se apoya también en ingresos obtenidos a través de cursos de agroecología, venta de camisetas, aportaciones solidarias, etc.
Existen dos tipos de socios que conforman dos grupos:
- Grupos de trabajadores: son personas que suscriben un compromiso anual para planificar y producir verdura suficiente para la cooperativa durante todo el año e informar de los avatares de la huerta y preparar documentos para la participación de los consumidores en la planificación de los cultivos. Los miembros de este grupo reciben una asignación por su trabajo.
- Grupos de consumo: son personas que suscriben un compromiso de consumo por año que deben intentar cumplir, avisando a la asamblea con suficiente antelación si esto no fuera a ser posible.

Las personas de ambos grupos forman la asamblea. 
La distribución se realiza mediante un sistema de bolsas, que divide en partes iguales la producción entre los socios, de tal manera que todos reciben cantidades equivalentes de verduras y hortalizas con frecuencia semanal. También promueven el mayor aprovechamiento del espacio urbano con finalidades agrícolas.
Son coautores de Los pies en la tierra. Reflexiones y experiencias hacia un movimiento agroecologico. (VV.AA. (2006) Virus)). Parte de su historia se refleja en el libro La huerta y el origen de las cosas.